# Frank Musil
Frank Musil właściwie František Musil (ur. 17 grudnia 1964 w Paradubicach) – czeski hokeista zawodowy. W latach 1986–2001 występował w lidze NHL na pozycji obrońcy. Wybrany w 2 rundzie draftu NHL w 1983 roku przez Minnesota North Stars. Grał w drużynach: Minnesota North Stars, Calgary Flames, Ottawa Senators oraz Edmonton Oilers. 
- Statystyki NHL:
  - W sezonach zasadniczych NHL rozegrał łącznie 797 spotkań, w których strzelił 34 bramki oraz zaliczył 106 asyst. W klasyfikacji kanadyjskiej zdobył więc łącznie 140 punktów. 1241 minut spędził na ławce kar.
  - W play-offach NHL brał udział 8-krotnie. Rozegrał w nich łącznie 42 spotkania, w których strzelił 2 bramki oraz zaliczył 4 asysty, co w klasyfikacji kanadyjskiej daje razem - 6 punktów. 47 minut spędził na ławce kar.